# 에티오피아의 코로나19 범유행
다음은 에티오피아의 코로나19 범유행 현황에 대한 설명이다.
COVID-19 대유행은 2020년 3월 13일 에티오피아에 도착한 것으로 확인됐다. 에티오피아는 2020년 4월에 5개월의 비상사태를 선포했다.

## 배경
세계보건기구(WHO)는 12일 2019년 12월 31일 처음 WHO의 주목을 받았던 중화인민공화국 후베이성 우한시의 한 집단에서 신종 코로나바이러스가 호흡기 질환의 원인임을 확인했다. 이 군단은 처음에 우한화난수산물도매시장과 연결되어 있었다. 그러나 실험실 확정 결과가 나온 그 첫 사례들 중 일부는 시장과 연관성이 없었고, 전염병의 근원은 알려져 있지 않다.
2003년 사스와 달리 COVID-19의 경우 치명률은 훨씬 낮았지만, 총 사망자 수가 상당할 정도로 감염 경로는 훨씬 더 컸다. COVID-19는 전형적으로 약 7일 정도의 독감과 유사한 증상을 보이며, 그 후 일부 사람들은 병원에 입원해야 하는 바이러스성 폐렴의 증상으로 발전한다. 3월 19일부터 COVID-19는 더 이상 "높은 결과 감염병"으로 분류되지 않았다.

## 반응
2020년 3월 16일 총리는 학교, 스포츠 행사, 공공 집회를 15일간 중단한다고 발표했다.
2020년 3월 20일, 에티오피아 항공은 코로나바이러스에 감염된 30개국으로의 비행을 중단했다. 입국하는 사람은 누구나 14일 동안 의무적인 자체 보증을 받아야 한다고 발표된 날짜와 같은 날이었다. 아디스아바바의 나이트 클럽도 추후 통지가 있을 때까지 문을 닫아야 한다.
2020년 3월 23일, 에티오피아는 모든 육지 국경을 폐쇄하고 보안군을 배치하여 국경을 따라 사람들의 이동을 중단시켰다.
2020년 3월 25일, 4011명의 수감자들이 코로나바이러스 확산을 막기 위한 노력의 일환으로 에티오피아 대통령 사흘레워크 쥬드에 의해 사면을 받았다. 사면은 3년 이하의 징역과 출소를 앞둔 경범죄로 유죄판결을 받은 죄수에게만 적용된다.
티그라이주는 2020년 3월 26일 15일간의 지역 전역의 비상사태를 선포해 바이러스 확산을 막기 위해 지역 내 모든 여행 및 공공활동을 금지했다.

## 같이 보기
- 아프리카의 코로나19 범유행
- 나라별 코로나19 범유행